# 9997 COBE
9997 COBE là một tiểu hành tinh vành đai chính. Nó bay quanh Mặt Trời theo chu kỳ 4.06 năm.
Được phát hiện ngày 25 tháng 3 năm 1971 bởi C. J. van Houten và I. van Houten-Groeneveld in archival data produced bởi T. Gehrels, it was given the provision designation 1217 T-1. It was later renamed 9997 COBE in honour thuộc Cosmic Background Explorer.